# Ramón Pérez (Fußballspieler)
Ramón Osvaldo Pérez Araya (* 28. Juni 1963 in Santiago) ist ein ehemaliger chilenischer Fußballspieler. Der Stürmer bestritt vier Länderspiele für die Nationalmannschaft Chiles.

## Karriere

### Verein
Ramón Pérez, auch Peraca genannt, begann 1982 seine Profikarriere bei Unión Española, nachdem er dort bereits in der Jugend gespielt hatte. In sechs Spielzeiten bestritt der Offensivakteur 105 Ligaspiele für den Klub spanischer Einwanderer, in denen er 35 Tore erzielte. 1988 wechselte er zum CD Palestino, für das er 1994 erneut auflief. 1989 zog es Pérez in die Schweiz und er spielte für den AC Bellinzona, mit dem er allerdings aus der Nationalliga A absteigen musste. Nach der Leihe an den FC Baden, für den Pérez gemeinsam mit seinen Landsleuten Eduardo Soto und Claudio Álvarez spielte, kehrte er nach Chile zurück und spielte für den CD Cobreloa. 1992 wurde er mit dem Klub aus der Wüstenstadt chilenischer Meister und spielte in der Copa Libertadores 1993, bei der Cobreloa im Achtelfinale an Paraguays Vertreter Cerro Porteño scheiterte. Seine letzten beiden Karrierejahre verbrachte Peraca bei Deportes Concepción und Deportes Linares.

### Nationalmannschaft
In der Nationalmannschaft Chiles debütierte Pérez im September 1988 im Freundschaftsspiel gegen die Nationalmannschaft Ecuadors. Insgesamt bestritt er vier Länderspiele. Zuletzt lief Pérez im Januar 1989 bei einem Freundschaftsspiel gegen Ecuador auf.

## Erfolge
Cobreloa
- Chilenischer Meister 1992